# James Sinclair (homme politique)
Pour les articles homonymes, voir James Sinclair et Sinclair.
James Sinclair (26 mai 1908-7 février 1984) est un homme politique canadien de la Colombie-Britannique. Il est député fédéral libéral de la circonscription britanno-colombienne de Vancouver-Nord de 1940 à 1949 et de Coast—Capilano de 1949 à 1958. Il est ministre dans le cabinet du premier ministre Louis St-Laurent

## Biographie
Né à Crossroads près de Grange (en) dans le Banffshire en Écosse,, Sinclair s'installe avec sa famille à Vancouver en 1911. Son père était déjà installé dans la région l'année précédente et était le fondateur du Vancouver Technical Secondary School (en), une école publique vocationnelle dont il sera le directeur de 1930 jusqu'en 1944. Sinclair étudie l'ingénierie à l'Université de la Colombie-Britannique et sera récipiendaire d'une bourse Rhodes en 1928 et étudiera les mathématiques au St John's College de l'Université d'Oxford. De retour en Amérique du Nord, il poursuit ses études à l'Université de Princeton. Durant la Seconde Guerre mondiale, il sert dans l'Aviation royale canadienne en Afrique du Nord, à Malte et en Sicile en tant que chef d'escadron.

### Carrière politique
Élu une première fois lors de l'élection de 1940 dans Vancouver-Nord, il siège à titre de député libéral à la Chambre des communes du Canada jusqu'à sa défaite en 1958, après des réélections en 1945 et dans Coast—Capilano en 1949, 1953 et en 1957. Durant sa carrière politique, il est assistant parlementaire du ministre des Finances, Douglas Abbott, de 1949 à 1952. Il est également ministre des Pêcheries de 1952 à 1957.
De 1958 à 1960, il est président de l'Association des pêcheries de la Colombie-Britannique. Il exerce ensuite le rôle de président de la franchise nord-américaine de l'entreprise Ciment Lafarge. Également directeur de la Banque de Montréal et de Canadian Industries limited, il prend part à une mission économique menée par Charles Mills Drury et à laquelle participent plusieurs personnalités du monde économique dont Paul Desmarais, Yves Dubé et Marcel Faribeault, en France en juin 1966. De 1970 à 1973, il est vice-président de Lafarge. En 1978, la famille de James Sinclair est ciblée lors d'un procès concernant le décès de quatre adolescents tués à la suite d'une tentative ratée d'enlèvement.

## Vie privée
Sinclair se marie à la Saint Stephen's Anglican Church de West Vancouver en novembre 1940 avec Doris Kathleen Bernard (1920-2012). De cette union naît cinq filles dont la quatrième est Margaret Sinclair qui deviendra la femme du 15e premier ministre canadien Pierre Elliott Trudeau. De cette union natra Justin Trudeau, 23e premier ministre du Canada. De cette union naît aussi Alexandre Trudeau (en) et Michel Trudeau (en) (1975-1998). Plusieurs personnalités, dont l'ancien premier ministre Jean Chrétien, note la ressemblance entre Sinclair et Justin Trudeau,,,, . Le fils de Justin Trudeau et Sophie Grégoire Trudeau, Xavier James Trudeau, aurait James dans son nom afin de rendre hommage à Sinclair,.
Sinclair meurt d'un infarctus du myocarde à son domicile de West Vancouver en 1984,.

## Hommage
Le Sinclair Centre (en), centre d'achats du centre-ville de Vancouver est nommé en son honneur,.